# Demografía de Portugal

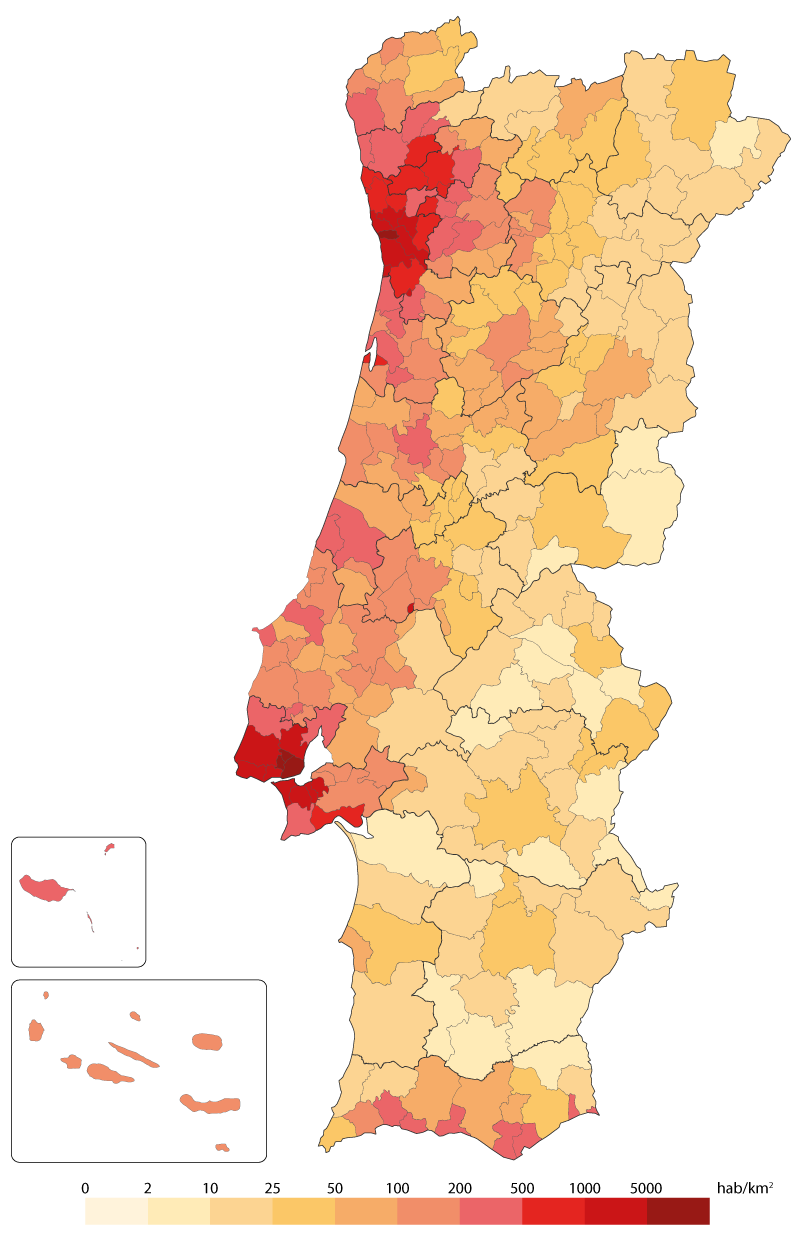
Densidad de población en Portugal (2020).

Portugal tiene una población étnica y culturalmente bastante homogénea. El principal grupo étnico proviene principalmente de los habitantes nativos hispánicos galaicos y lusitanos romanizados más la suma de algunos de los distintos pueblos que fueron invadiendo y emigrando a la península ibérica.

## Evolución histórica

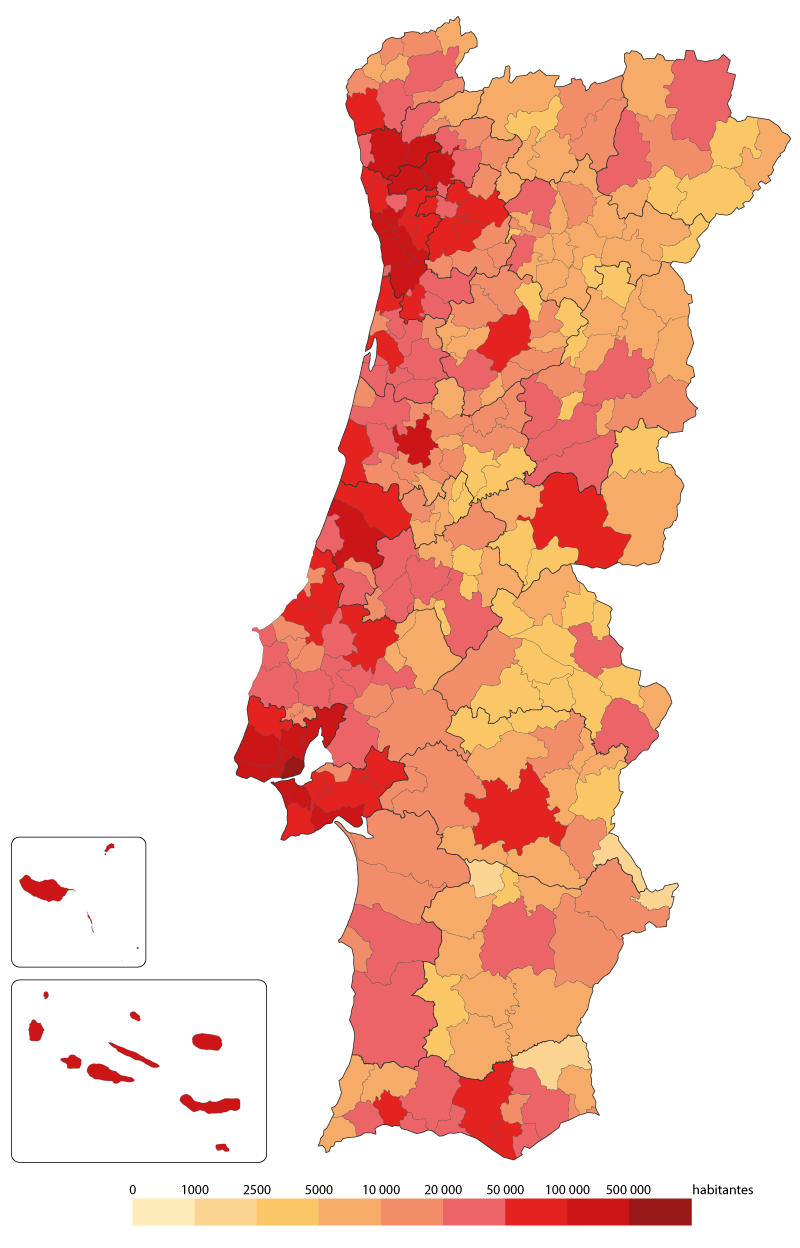
Población en municipios de Portugal (2020).

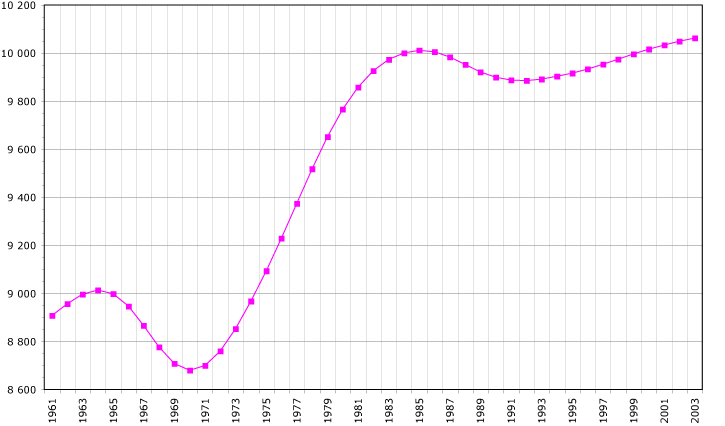
Gráfico de evolución demográfica en Portugal entre 1961 y 2003.

Hubo diversos procesos migratorios en el Mesolítico (probablemente unidos a los del norte de África) y en el Neolítico que crearon algunas uniones con Oriente Medio, pero bastante menos que otras zonas de Europa, además de las migraciones de la Edad del Cobre, del Bronce y del Hierro, que contribuyeron a la «indoeuropeización» de la península ibérica (esencialmente una «celtización»). La romanización, las invasiones germánicas, la dominación islámica, la presencia judía y la esclavitud subsahariana también han tenido un impacto en la contribución genética. Se pueden listar todos los pueblos históricamente importantes que han pasado o se han quedado en Portugal: las culturas preindoeuropeas hispánicas (como tartessos y otros anteriores) y sus descendientes (como los conios, que posteriormente se «celtizaron»), los pretoceltas y los celtas (como los lusitanos, los galaicos y los célticos); los fenicios y los cartagineses; los romanos; los pueblos germánicos, los bizantinos; los bereberes, y los saqalibas (esclavos eslavos); judíos sefardíes; africanos subsaharianos; flujos más heterogéneos de inmigrantes europeos (principalmente de Europa Occidental.) Todos estos procesos han dejado una huella más o menos profunda, pero existe una base genética de población relativamente homogénea en todo el territorio portugués, al igual que en el resto de la península ibérica: la de los primeros Homo sapiens que aparecieron en Europa Occidental, los cazadores-recolectores del Paleolítico.
| Año  | Total      | Variación |
| ---- | ---------- | --------- |
| 1422 | 1 043 274  | —         |
| 1527 | 1 262 376  | +21,0%    |
| 1636 | 1 100 000  | -12,9%    |
| 1736 | 2 143 368  | +94,9%    |
| 1770 | 2 850 444  | +33,0%    |
| 1776 | 3 352 310  | +17,6%    |
| 1801 | 2 931 930  | -12,5%    |
| 1811 | 2 876 602  | -1,9%     |
| 1838 | 3 200 000  | +11,2%    |
| 1849 | 3 411 454  | +6,6%     |
| 1864 | 4 188 410  | +22,8%    |
| 1878 | 4 550 699  | +8,6%     |
| 1890 | 5 049 729  | +11,0%    |
| 1900 | 5 423 132  | +7,4%     |
| 1911 | 5 960 056  | +9,9%     |
| 1920 | 6 032 991  | +1,2%     |
| 1930 | 6 825 883  | +13,1%    |
| 1940 | 7 722 152  | +13,1%    |
| 1950 | 8 441 312  | +9,3%     |
| 1960 | 8 851 289  | +4,9%     |
| 1970 | 8 568 703  | -3,2%     |
| 1981 | 9 852 841  | +15,0%    |
| 1991 | 9 862 540  | +0,1%     |
| 2001 | 10 356 117 | +5,0%     |
| 2007 | 10 617 575 | +2,5%     |
| 2011 | 10 562 178 | -0,5%     |
| 2017 | 10 283 105 | -2,6%     |
| 2021 | 10 343 066 | +0,6%     |

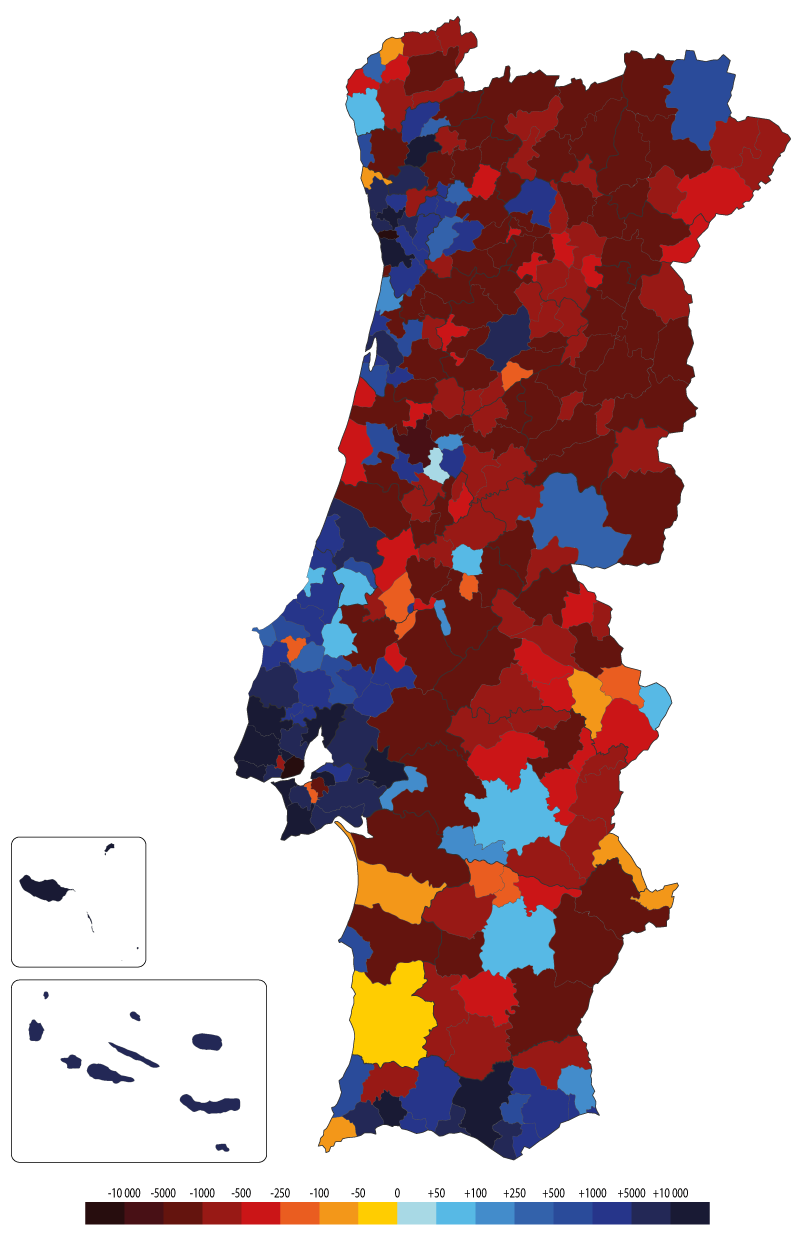
Variación de la población entre 2001 y 2011
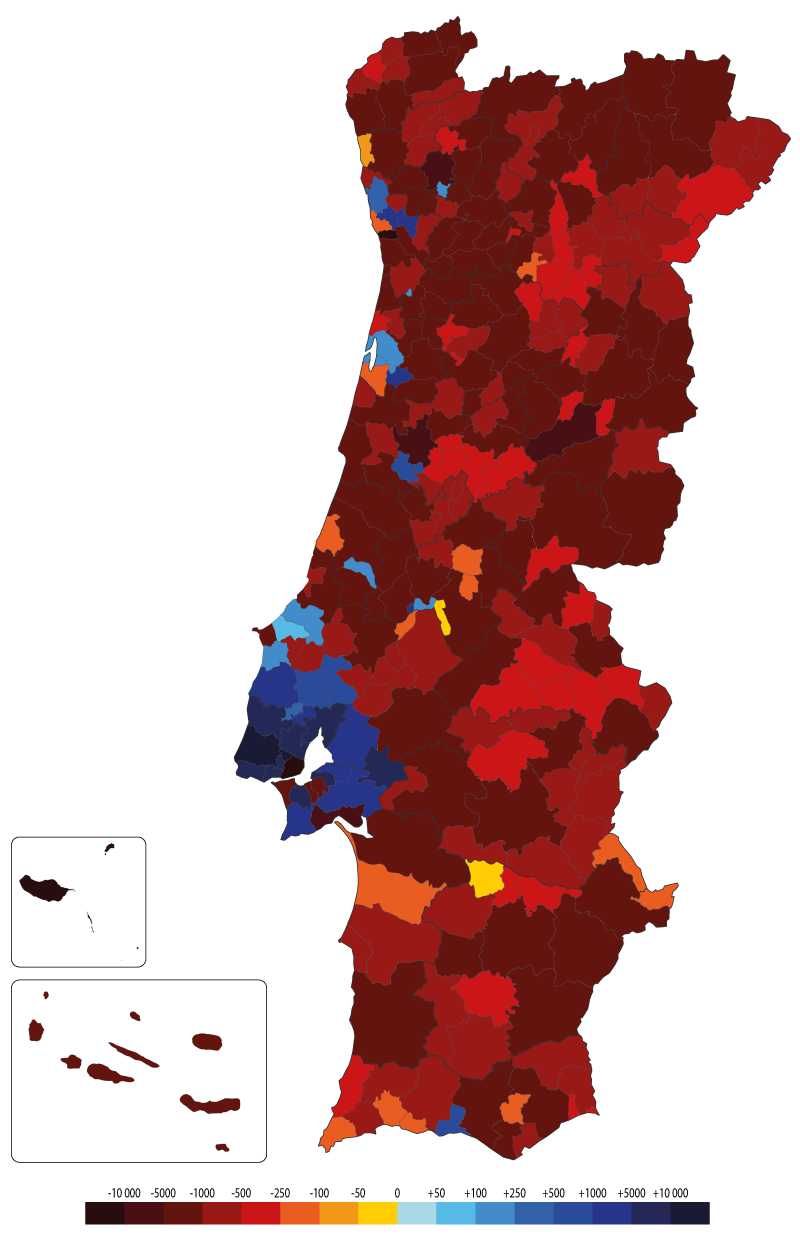
Variación de la población entre 2011 y 2020

## Estructura etaria
Entre los dos últimos censos (2011 y 2021) se registró un descenso de la población más joven, a raíz de la baja natalidad y el aumento de la longevidad. Hubo una disminución de la población en todos los grupos etarios hasta los 39 años, y todos los grupos etarios por encima de los 44 años aumentaron su importancia relativa. La edad media de la población fue de 45,5 años en 2021 (46,9 años en mujeres y 43,8 años en hombres), lo que representa un aumento 3,1 años desde 2011.
| Total      | 0-9 años | 10-19 años | 20-29 años | 30-39 años | 40-49 años | 50-59 años | 60-69 años | 70-79 años | 80-89 años | 90-99 años | Más de 100 años |
| ---------- | -------- | ---------- | ---------- | ---------- | ---------- | ---------- | ---------- | ---------- | ---------- | ---------- | --------------- |
| 10 343 066 | 840 288  | 1 019 090  | 1 101 758  | 1 206 317  | 1 555 415  | 1 492 217  | 1 358 436  | 1 056 568  | 590 681    | 119 495    | 2801            |

## Distribuciones regionales
Al igual que en los demás países de la Unión Europea, Portugal se divide a fines estadísticos basándose en la Nomenclatura Común de Unidades Territoriales Estadísticas (NUTS), para permitir la «recopilación, generación y difusión de estadísticas regionales armonizadas en la Unión». Los NUTS están divididos en tres niveles de unidades territoriales determinadas en función de umbrales demográficos y criterios geográficos: las regiones NUTS 1, que se subdividen en regiones NUTS 2, que a su vez cada una se subdivide en regiones NUTS 3.
Si bien desde 2024 se estableció una nueva distribución de NUTS en el país, el último censo de Portugal (de 2021) se realizó con el NUTS 2013 y sus modificaciones de 2016 y 2021.

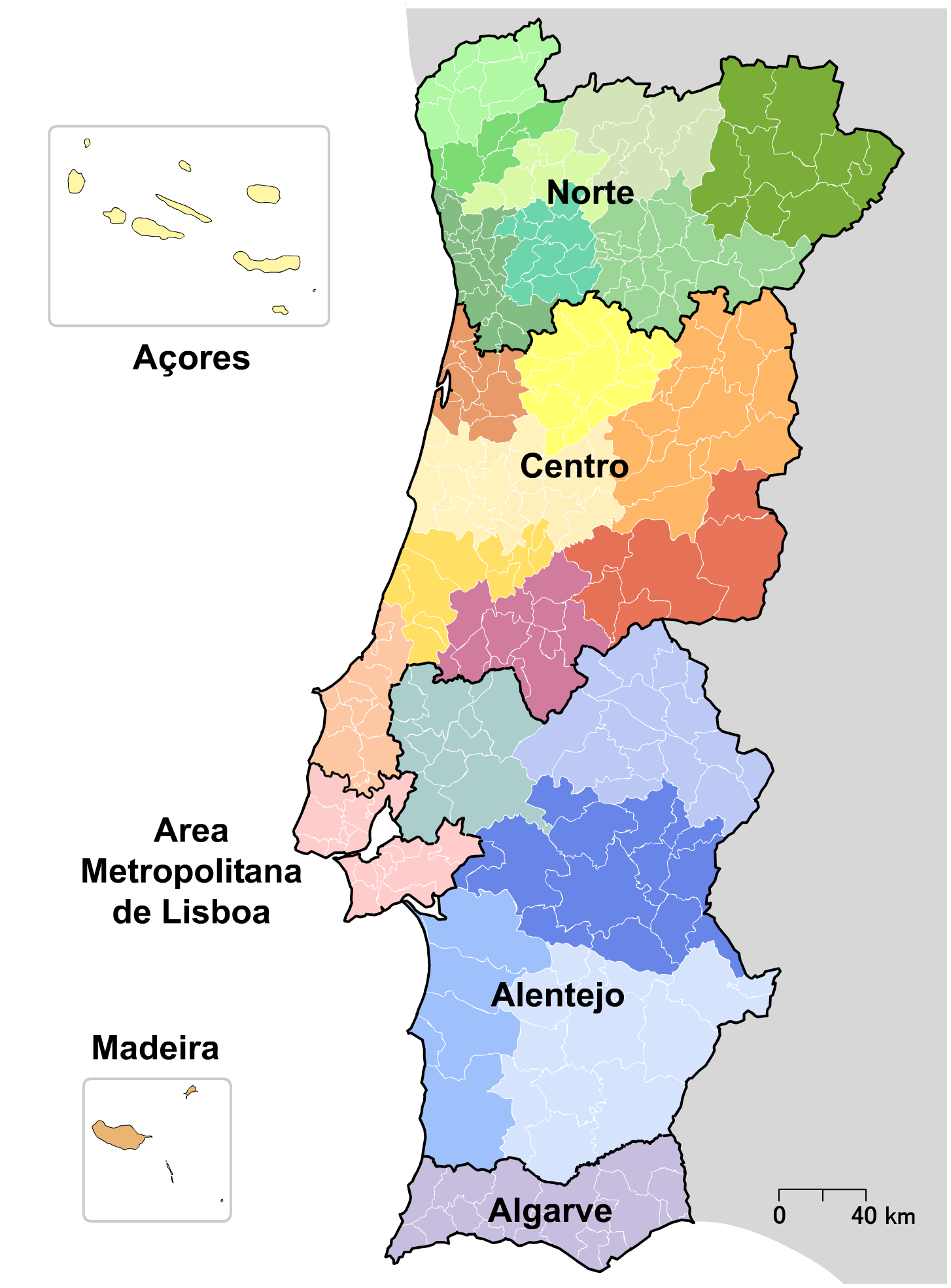

| NUTS 1                     | NUTS 1    | NUTS 2                       | NUTS 2    | NUTS 3                         | NUTS 3    |
| Región                     | Población | Región                       | Población | Región                         | Población |
| -------------------------- | --------- | ---------------------------- | --------- | ------------------------------ | --------- |
| Continente                 | 9 855 909 | Norte                        | 3 586 586 | Alto Minho                     | 231 266   |
| Continente                 | 9 855 909 | Norte                        | 3 586 586 | Cávado                         | 416 605   |
| Continente                 | 9 855 909 | Norte                        | 3 586 586 | Ave                            | 418 455   |
| Continente                 | 9 855 909 | Norte                        | 3 586 586 | Área metropolitana de Oporto   | 1 736 228 |
| Continente                 | 9 855 909 | Norte                        | 3 586 586 | Alto Tâmega                    | 84 248    |
| Continente                 | 9 855 909 | Norte                        | 3 586 586 | Tâmega y Sousa                 | 408 637   |
| Continente                 | 9 855 909 | Norte                        | 3 586 586 | Duero                          | 183 875   |
| Continente                 | 9 855 909 | Norte                        | 3 586 586 | Terras de Trás-os-Montes       | 107 272   |
| Continente                 | 9 855 909 | Centro                       | 2 227 239 | Oeste                          | 363 511   |
| Continente                 | 9 855 909 | Centro                       | 2 227 239 | Región de Aveiro               | 367 403   |
| Continente                 | 9 855 909 | Centro                       | 2 227 239 | Región de Coímbra              | 436 862   |
| Continente                 | 9 855 909 | Centro                       | 2 227 239 | Región de Leiría               | 286 752   |
| Continente                 | 9 855 909 | Centro                       | 2 227 239 | Viseu Dão-Lafões               | 252 777   |
| Continente                 | 9 855 909 | Centro                       | 2 227 239 | Beira Baixa                    | 80 751    |
| Continente                 | 9 855 909 | Centro                       | 2 227 239 | Médio Tejo                     | 228 581   |
| Continente                 | 9 855 909 | Centro                       | 2 227 239 | Beiras y Sierra de la Estrella | 210 602   |
| Continente                 | 9 855 909 | Área Metropolitana de Lisboa | 2 870 208 | Área metropolitana de Lisboa   | 2 870 208 |
| Continente                 | 9 855 909 | Alentejo                     | 704 533   | Alentejo Litoral               | 96 442    |
| Continente                 | 9 855 909 | Alentejo                     | 704 533   | Bajo Alentejo                  | 114 863   |
| Continente                 | 9 855 909 | Alentejo                     | 704 533   | Lezíria do Tejo                | 235 861   |
| Continente                 | 9 855 909 | Alentejo                     | 704 533   | Alto Alentejo                  | 104 923   |
| Continente                 | 9 855 909 | Alentejo                     | 704 533   | Alentejo Central               | 152 444   |
| Continente                 | 9 855 909 | Algarve                      | 467 343   | Algarve                        | 467 343   |
| Región Autónoma de Azores  | 236 413   | Región Autónoma de Azores    | 236 413   | Región Autónoma de Azores      | 236 413   |
| Región Autónoma de Madeira | 250 744   | Región Autónoma de Madeira   | 250 744   | Región Autónoma de Madeira     | 250 744   |

## Natalidad y mortalidad
La tasa bruta de natalidad (nacimientos vivos de una población por cada mil habitantes) nacional anual fue del 8,0‰ en 2013, mientras que por región NUTS 2 la natalidad más alta se registró en el área metropolitana de Lisboa (9,8‰) y la más baja en la región de Madeira (6,9‰).
La esperanza de vida al nacimiento en Portugal en 2022 fue estimada en 81,5 años, más elevada para las mujeres (84,4 años) que para los hombres (78,5 años). La esperanza media de vida para una persona de 65 años era de 20,3 años (18,3 años para los hombres y 22,0 años para las mujeres).
En 2021 hubo 125 223 fallecimientos en Portugal, lo que representa un aumento del 1,3% en la mortalidad con respecto a 2020. En el 95,7% de los casos la causa de muerte fue natural (por envejecimiento o enfermedad), mientras que el 4,3% fueron decesos por accidentes, suicidios, homicidios o catástrofes naturales. Las principales causas de muertes fueron enfermedades del aparato circulatorio (25,9%, lo que representa un descenso del 2,1% con respecto a 2020), tumores malignos (22,1%, un descenso del 0,8%) y COVID-19 (10,4%, un 4,6% más que en 2020).
En 2021 hubo una mortalidad infantil de 194 fallecimientos de niños menores de un año de vida, de las cuales 138 fueron muertes del período neonatal (con menos de 28 días de vida).

## Inmigración
El censo 2021 reveló que la población extranjera residente en Portugal (personas de nacionalidad no portuguesa) era de 542 314 personas, lo que representaba el 5,2% del total de la población del país. La mayoría eran personas nacidas en Brasil (199 810 individuos), Angola (31 556), Cabo Verde (27 144), Reino Unido (24 609), Ucrania (21 199), Francia (19 064), China (16 631) y Guinea-Bisáu (15 298). Entre 2011 y 2021 la población extranjera en Portugal creció un 37,5%.
| Región NUTS 2                | Población extranjera | Población extranjera | Población extranjera |
| Región NUTS 2                | Total                | Hombres              | Mujeres              |
| ---------------------------- | -------------------- | -------------------- | -------------------- |
| Norte                        | 92 806               | 43 535               | 49 271               |
| Centro                       | 83 811               | 41 188               | 42 623               |
| Área metropolitana de Lisboa | 254 339              | 122 765              | 131 574              |
| Alentejo                     | 33 032               | 18 826               | 14 206               |
| Algarve                      | 67 945               | 34 294               | 33 651               |
| Azores                       | 3348                 | 1678                 | 1670                 |
| Madeira                      | 7033                 | 3366                 | 3667                 |

## Escolaridad y analfabetismo
Un 94,1% de la población de Portugal con 15 o más años de edad cuenta con estudios básicos, secundarios o universitarios, de acuerdo con los datos del censo 2021, lo que representa una mejoría en el nivel de escolaridad (el censo de 2011 arrojó un 89,7%). En 2021 Portugal tenía 4 477 240 de residentes de 15 años o mayores con el ciclo básico completo (49,7% de la población), 2 223 662 con nivel secundario o postsecundario completo (24,7%) y 1 782 888 con enseñanza superior completa (19,8%).
En tanto, la población sin escolarización era de 528 088 individuos de 15 años o mayores (5,9%), mientras que la tasa de analfabetismo (personas de diez años o más que no saben leer ni escribir) era del 3,1% (292 809 individuos), indicador que se situaba en 5,2 % en el censo 2011. La mayor tasa de analfabetismo por región NUTS 2 se registró en Alentejo (5,4 %) y la menor en el área metropolitana de Lisboa (2,0 %), mientras que en todas las regiones se detectó una tasa más alta de analfabetismo en mujeres que en hombres (4,0 % en mujeres y 2,1 % en hombres a nivel nacional).

## Empleo
Población de 15 años o más empleada y desempleada por grupo etario en 2021:
|              | Total país | Grupo etario | Grupo etario | Grupo etario | Grupo etario | Grupo etario | Grupo etario |
| 15/24 años   | Total país | 25/34 años   | 35/44 años   | 45/54 años   | 55/64 años   | 65 o más     |              |
| ------------ | ---------- | ------------ | ------------ | ------------ | ------------ | ------------ | ------------ |
| Empleados    | 4 426 461  | 264 253      | 861 409      | 1 148 631    | 1 207 715    | 812 776      | 131 677      |
| Desempleados | 391 517    | 60 683       | 89 537       | 84 663       | 84 715       | 67 873       | 4046         |